# Елистратова, Жанна Павловна
Жа́нна Па́вловна Елистра́това (род. 6 декабря 1942, Кандалакша, Мурманская область) — советская лыжница, выступавшая на всесоюзном уровне в начале 1960-х — середине 1970-х годов. На соревнованиях представляла город Свердловск и добровольное спортивное общество «Буревестник», чемпионка СССР по лыжным гонкам, многократная чемпионка РСФСР, победительница Всемирных Универсиад, мастер спорта СССР международного класса. Также известна как тренер-преподаватель УГТУ-УПИ, судья республиканской категории.

## Биография
Родилась 6 декабря 1942 года в городе Кандалакша Мурманской области. Активно заниматься спортом начала с раннего детства ещё в младших классах школы, во время учёбы в десятом классе в 1959 году успешно выступила на первенстве РСФСР по лыжным гонкам в Ленинграде и получила первый спортивный разряд.
Окончив школу, училась в Государственном институте физической культуры имени П. Ф. Лесгафта (ныне Национальный государственный университет физической культуры, спорта и здоровья имени П. Ф. Лесгафта), там в 1962 году выполнила норматив мастера спорта по лыжным гонкам. Затем по семейным обстоятельствам переехала на постоянное жительство в город Свердловск, где в период 1966—1970 годов обучалась по специальности инженера-технолога в Уральском политехническом институте им. С. М. Кирова (ныне Уральский государственный технический университет — УПИ). Состояла в добровольном спортивном обществе «Буревестник», проходила подготовку под руководством тренера И. И. Елистратова. Будучи студенткой, представляла страну на трёх зимних Всемирных Универсиадах: в 1966 году в итальянском Сестриере выиграла серебряную медаль в программе эстафеты 3 × 5 км, в 1968 году в австрийском Инсбруке одержала победу в гонке на 5 км и эстафете, в 1970 году в финском Рованиеми была лучшей на пяти километрах и второй в эстафете.
В 1968 году Елистратова вошла в основной состав сборной команды Свердловской области и побывала на лично-командном чемпионате СССР в Отепя, откуда привезла награду золотого достоинства, выигранную в эстафете 4 × 10 км. На всесоюзном первенстве 1972 года в Мурманске завоевала серебряную медаль в индивидуальной гонке на 5 км, уступив на финише только титулованной Алевтине Олюниной. Рассматривалась в числе кандидатов на участие в зимних Олимпийских играх в Саппоро, но в итоге не смогла пройти отбор из-за слишком высокой конкуренции в советской команде. В 1973 году на очередном чемпионате страны по лыжным гонкам в составе сборной «Буревестника» выиграла бронзовую медаль в женской эстафете. Неоднократно становилась чемпионкой и призёркой зимних Спартакиад народов СССР, первенств РСФСР и ВЦСПС. За выдающиеся спортивные достижения в 1974 году удостоена почётного звания «Мастер спорта СССР международного класса».
После завершения спортивной карьеры училась в аспирантуре УПИ и затем осталась здесь в качестве преподавателя на кафедре архитектурной физики, в течение многих лет работала тренером-преподавателем по лыжным гонкам на кафедре физического воспитания. Включена в Книгу Почёта свердловского областного совета ДСО «Буревестник». Регулярно участвовала в соревнованиях по лыжному спорту в качестве судьи, является судьёй республиканской категории по биатлону. Награждена нагрудным знаком «Отличник физической культуры и спорта» (1998). Ветеран спорта.